# NGC 2423
NGC 2423 è un ammasso aperto visibile nella costellazione della Poppa; la sua individuazione è facilitata dalla presenza di altri ammassi molto brillanti nelle vicinanze.

## Osservazione

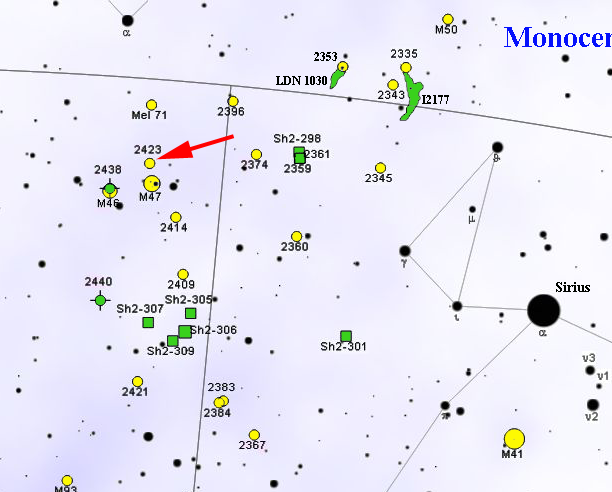
Mappa per individuare NGC 2423.

L'ammasso si individua con facilità lungo la Via Lattea, in quanto forma un bel trio con i più brillanti ammassi M46 e M47; in particolare, si trova mezzo grado a nord di M47 ed è circondato da un ricco campo stellare. È visibile anche con un binocolo 10x50, in cui si mostra come un alone chiaro e nebuloso con qualche debole stellina al suo interno; un telescopio da 80mm già consente di risolverlo quasi completamente in stelle, mentre una visione molto ben definita e ricca è possibile con strumenti da 200mm, in cui sono evidenti decine di stelle.
NGC 2423 si trova nell'emisfero australe celeste, ma la sua declinazione è sufficientemente vicina all'equatore celeste da poter essere osservabile da tutte le aree popolate della Terra; gli osservatori dell'emisfero sud sono comunque più avvantaggiati, poiché l'oggetto, situato per altro a sud dell'eclittica appare comunque più alto. Il periodo migliore per la sua osservazione nel cielo serale va da gennaio fino a tutto aprile.

## Storia delle osservazioni
NGC 2423 venne individuato per la prima volta da William Herschel nel 1786 attraverso un telescopio riflettore da 18,7 pollici; suo figlio John Herschel lo riosservò in seguito e lo inserì nel suo General Catalogue of Nebulae and Clusters col numero 1552.

## Caratteristiche
NGC 2423, benché luminoso e di facile risoluzione, si presenta decisamente meno ricco e concentrato dei due ammassi vicini e le sue stelle principali sono di nona magnitudine; se la stima della sua distanza, pari a 766 parsec (2500 anni luce) è corretta, risulta essere più vicino di M46, ma più lontano di M47, il quale ha anche le componenti più brillanti fra i tre ammassi. Da un punto di vista della distribuzione dunque questi tre oggetti non sono legati fisicamente e si presentano vicini solo per un puro effetto prospettico.
Con un'età di oltre 700 milioni di anni, NGC 2423 appartiene alla classe degli ammassi di età intermedia, più avanzata di quella delle Iadi e del Presepe; la stella più calda in esso presente possiede la classe spettrale B8, mentre abbondano le stelle di classe A e diverse stelle evolute che hanno abbandonato la sequenza principale. Fra queste è presente la stella NGC 2423-3, una gigante rossa attorno alla quale si è scoperto che orbita un pianeta di tipo gioviano, con 10,6 volte la massa del pianeta Giove.